# Georges Mélusson

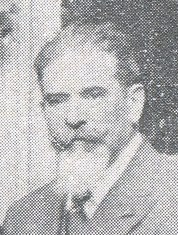
Georges Mélusson

George Mélusson (ur. 1865 w Lyonie, zm. 1932) – francuski spirytysta i badacz zjawisk mediumicznych.

## Badania nad zjawiskami mediumicznymi
Georges na początku uważał, że zjawiska mediumiczne są fałszywe, doszukiwał się w nich efektów halucynacji, hipnozy, a nawet oszustwa. Przez wiele lat czytał fachową literaturę, brał udział w seansach spirytystycznych i je analizował. Po pięciu latach doszedł do wniosku, że wszystko to jest prawdą.
W swojej książce Dlaczego jestem spirytystą? dokładnie opisuje fakty, które skłoniły go do uznania tego fenomenu.